# Аврелієва дорога

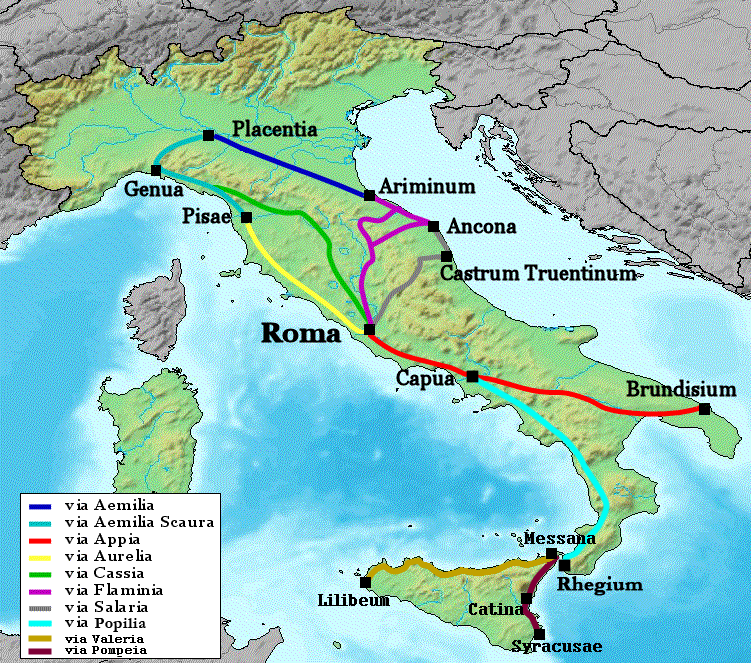
Авреліева дорога позначена жовтою фарбою

Авреліева дорога (лат. Via Aurelia) — римська дорога, що проходила по середземноморському узбережжя Італії та стародавньої Галлії.
Via Aurelia була спочатку запланована як дорога що зв'язуює Рим і Черветері однак пізніше продовжена до Корси (сьогодні частина Орбетелло). Вона починалась у Pons Aemilius, найстарішого кам'яного моста через Тибр. Після будівництва Авреліанової стіни вона покидала місто через Ворота святого Панкратія у західному напрямку.
Будівництво дороги почалося у 241 р. до н. е. з ініціативи римського консула Гая Аврелія Котти. Дорога проходила через Пізу (Pisæ) і закінчувалась у Луні (Luna). Після приєднання завойованих територій, дорога поступово добудовувалася. Так у 109 р. до н. е. будівництво дороги продовжив консул Марк Емілій Скавр — ця частина дороги отримала назву дорога Емілія Скавра. Вона проходила через Геную (Genua) і Вадо (Vada Sabatia). Після приєднання територій, що увійшли до складу римської провінції Приморські Альпи, імператор Октавіан Август знову відновив будівництво дороги. Цей відрізок отримав назву дороги Юлія Августа — він починався в П'яченці (Placentia) і доходив до Арля (Arelate) на Роні.